# Trigonisca longitarsis
Trigonisca longitarsis är en biart som först beskrevs av Adolpho Ducke 1916.  Trigonisca longitarsis ingår i släktet Trigonisca och familjen långtungebin. Inga underarter finns listade i Catalogue of Life.